# Automobiles Beck
Automobiles Beck war ein französischer Hersteller von Automobilen.

## Unternehmensgeschichte
Charles Beck-Maillard gründete 1920 das Unternehmen in Lyon und begann mit der Produktion von Automobilen. Konstrukteur war Jean François, der später für Automobiles Delahaye tätig war. Der Markenname lautete Beck. 1922 oder 1923 endete die Produktion. Insgesamt entstanden nur wenige Exemplare.

## Fahrzeuge
Im Angebot stand nur ein Modell, das je nach Quelle als 10 CV oder 12 CV bezeichnet wird. Für den Antrieb sorgte ein Vierzylindermotor mit 1499 cm³ Hubraum und 32 PS Leistung. 65 mm Bohrung und 113 mm Hub ergaben den Hubraum. Das Getriebe verfügte über drei Gänge.